# Philo Paz Armand
Philo Paz Patric Armand (* 12. März 1996) ist ein indonesischer Automobilrennfahrer. Er startete 2016 in der GP2-Serie.

## Karriere
Armand begann seine Motorsportkarriere 2006 im Kartsport, in dem er bis 2012 aktiv blieb. 2011 wurde er Vierter der Asien-Pazifik-Meisterschaft. 2012 nahm er an der Welt- und Europameisterschaft teil. Ende 2012 debütierte Armand zudem im Formelsport und nahm als Gaststarter für Fortec Motorsports an der Winterserie der britischen Formel Renault teil. 2013 startete Armand für Fortec Motorsports in der nordeuropäischen Formel Renault. Während sein Teamkollege Matthew Parry die Meisterschaft für sich entschied, erreichte Armand den 28. Gesamtrang. Darüber hinaus absolvierte er für Tech 1 Racing vier Gaststarts in der alpinen Formel Renault. 2014 ging Armand für Tech 1 Racing in der alpinen Formel Renault an den Start. Mit einem vierten Platz als bestem Ergebnis beendete er die Saison auf dem 18. Gesamtrang. Außerdem trat er als Gaststarter zu vier Rennen des Formel Renault 2.0 Eurocups an.
2015 wechselte Armand in die Formel Renault 3.5 zu Pons Racing. Zu einer Veranstaltung trat er wegen Visa-Problemen nicht an. Nachdem er für das nächste Rennwochenende in die Startaufstellung zurückgekehrt war, fiel er für die restlichen drei Veranstaltungen erneut mit Visa-Problemen aus. 2016 startete Armand für Trident in der GP2-Serie. Während sein Teamkollege Luca Ghiotto mit 111 Punkten Gesamtachter war, blieb Armand ohne Punkte und erreichte den 24. Platz in der Meisterschaft.

## Statistik

### Karrierestationen
- 2006–2012: Kartsport
- 2013: Nordeuropäische Formel Renault (Platz 28)
- 2014: Alpine Formel Renault (Platz 18)
- 2015: Formel Renault 3.5 (Platz 26)
- 2016: GP2-Serie (Platz 24)

### Einzelergebnisse in der Formel Renault 3.5
| Jahr | Team        | 1   | 2   | 3   | 4   | 5   | 6   | 7   | 8   | 9   | 10  | 11  | 12  | 13  | 14  | 15  | 16  | 17  | Punkte | Rang |
| ---- | ----------- | --- | --- | --- | --- | --- | --- | --- | --- | --- | --- | --- | --- | --- | --- | --- | --- | --- | ------ | ---- |
| 2015 | Pons Racing | ALC | ALC | MON | SPA | SPA | HUN | HUN | SPI | SPI | SIL | SIL | NÜR | NÜR | LMS | LMS | JRZ | JRZ | 1      | 26.  |
| 2015 | Pons Racing | 13  | 17  | 10  | 16  | 15  | 13  | DNF |     |     | DNF | 16  |     |     |     |     |     |     | 1      | 26.  |

### Einzelergebnisse in der GP2-Serie
| Jahr | Team    | 1   | 2   | 3   | 4   | 5   | 6   | 7   | 8   | 9   | 10  | 11  | 12  | 13  | 14  | 15  | 16  | 17  | 18  | 19  | 20  | 21  | 22  | Punkte | Rang |
| ---- | ------- | --- | --- | --- | --- | --- | --- | --- | --- | --- | --- | --- | --- | --- | --- | --- | --- | --- | --- | --- | --- | --- | --- | ------ | ---- |
| 2016 | Trident | ESP | ESP | MON | MON | AZE | AZE | AUT | AUT | GBR | GBR | HUN | HUN | GER | GER | BEL | BEL | ITA | ITA | MAS | MAS | UAE | UAE | 0      | 24.  |
| 2016 | Trident | DNF | DNF | 16  | DNF | DNF | DNF | 15  | 14  | 20  | 20  | 19  | 15  | 16  | DNF | 20  | 19  | 19  | 17  | 19  | DNF | 16  | 18  | 0      | 24.  |